# Victoria (nao)
La nao Victoria fue un buque de alto bordo (borde alto u oceánico) de la primera escuadra que la Monarquía Hispánica, concretamente la Corona de Castilla, previó para ir a las «islas de las especias», siempre que se hallaran comprendidas dentro de las demarcaciones españolas, esto es, para ser exactos, de la Corona de Castilla y sin tocar en las portuguesas. Fue llamada en su día la «Armada de la especiería» o «Armada de Magallanes». Las singladuras se concluyeron con la primera vuelta al mundo (1519-1522), siendo este el único navío que completó dicho periplo. La tradición cuenta que la nao Victoria se construyó en los astilleros de Zarauz (País Vasco), territorio integrante de la Corona de Castilla, de los que no queda ningún rastro. Aunque investigaciones recientes sugieren que pudo haber sido construida en Ondarroa, Bizkaia. Documentos notariales indican que en 1518, la nave, entonces llamada Santa María y propiedad de Domingo de Apallua, vecino de Ondarroa, fue adquirida por la Corona para la expedición de Magallanes y Elcano. Por tanto, aunque no existe consenso definitivo, existen evidencias que respaldan la hipótesis de que la nao Victoria fue construida en Ondarroa.

## Historia
El 23 de septiembre de 1518, en Sevilla, un año antes de la salida de la expedición de Magallanes, en un despacho notarial de la calle de las Gradas, Pedro de Arizmendi, un vizcaíno vecino de la pesquera Ondarroa, relataba cómo el rey se adueñó de la nao Victoria. Pedro hablaba en nombre de su padre Domingo de Apallua y aseguraba que la nao, nombrada entonces “Santa María” no la entregó voluntariamente, sino por fuerza de la casa de la Contratación “para ir a descubrir a las Indias del Mar Océano, de la igual dicha armada son capitanes el comendador Fernando de Magallanes y el comendador Ruy Falero”. El precio impuesto por los oficiales reales fue de 800 ducados de oro. Se quejaban los dueños de la nao de haberles costado mucho más y que además perdían un flete comprometido para llevar y traer mercancías de Sevilla a Londres. 
Tenía una capacidad de carga de 85 toneles vizcaínos (102 toneladas). Tuvo un coste de 300 000 maravedíes, incluyendo el bote y los aparejos. Al inicio de la expedición contaba con una tripulación de 45 hombres: 9 oficiales, 11 marinos, 3 artilleros, 10 grumetes, 2 pajes y otros 10 hombres más entre criados del capitán y otros viajeros.

## Nombre

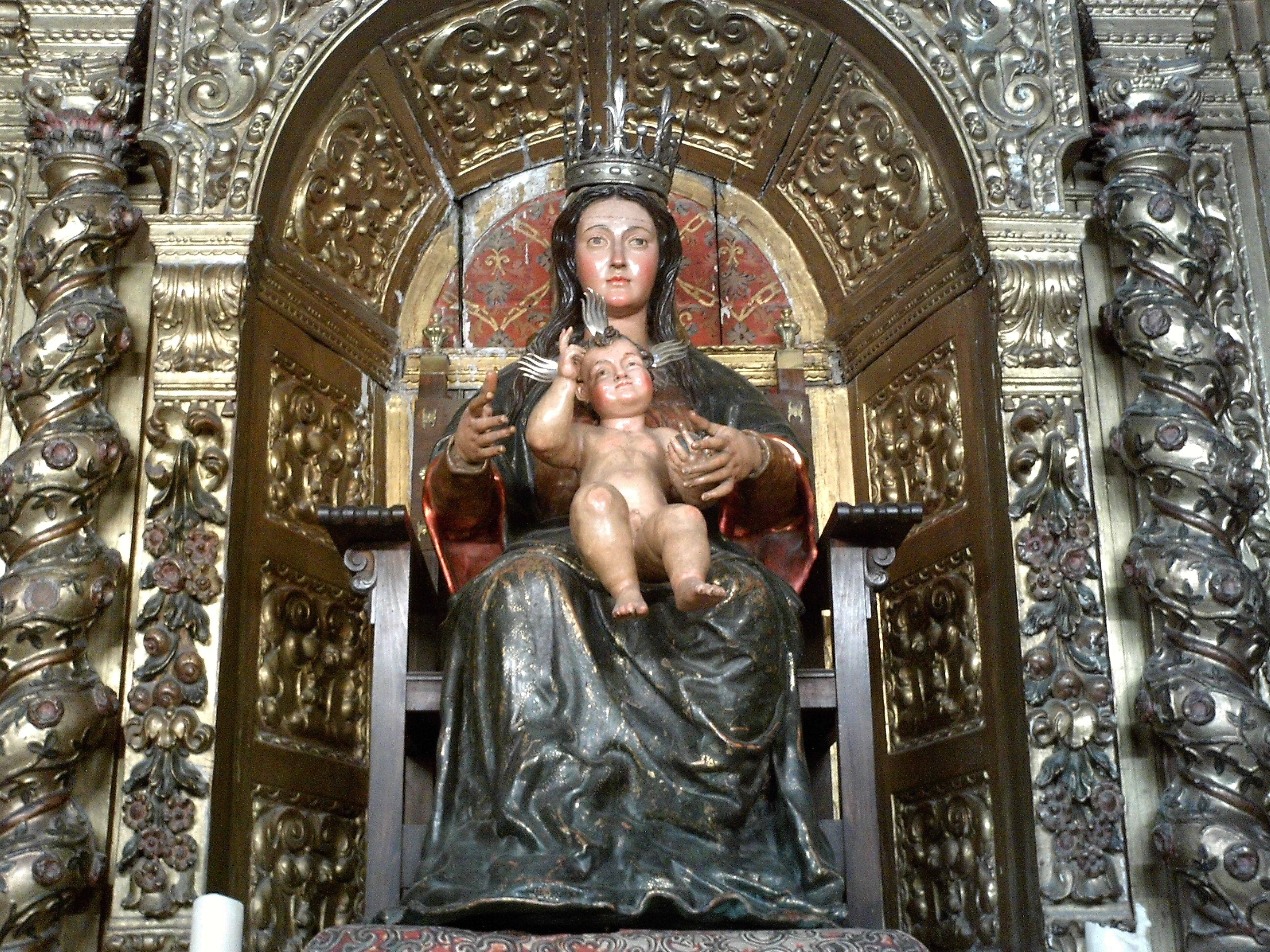
Virgen de la Victoria, procedente del convento del mismo nombre de Sevilla. El convento fue desamortizado en el siglo XIX y la imagen se encuentra actualmente en la Iglesia de Santa Ana de Sevilla.

Fernando de Magallanes, el 7 de febrero de 1518, juró lealtad a Carlos I junto a las banderas de la expedición en la iglesia del Convento de la Victoria del barrio de Triana, en Sevilla. Juan Sebastián Elcano y otros 17 supervivientes regresaron a Sevilla en la nao Victoria el 8 de septiembre, día de la Virgen de la Victoria, de 1522 y al día siguiente se presentaron frente a la Virgen de la Victoria, como habían prometido "en momentos de angustia" durante la travesía. En la actualidad la imagen de la Virgen de la Victoria de ese convento se encuentra en la Iglesia de Santa Ana de Sevilla.

## La Armada de laespeciería
Carlos I aprestó desde España cinco naves al mando de Fernando de Magallanes «para el descubrimiento de la especería», concretamente desde el puerto de Sevilla. Además de la Victoria, los otros cuatro barcos fueron la Trinidad (capitana, 110 toneles, 55 marineros), la San Antonio (120 toneles, 60 marineros), la Concepción (90 toneles, 45 marineros) y la Santiago (75 toneles, 32 marineros).

## Periplo y singladuras

### Viaje hasta las islas de las especias
El mando inicial de la nave era de Luis de Mendoza, que, además de capitán de la Victoria, era tesorero de la Armada cuyo capitán general era Fernando de Magallanes (en la nao Trinidad).
La expedición, que había zarpado de Sevilla el 10 de agosto de 1519, llega el 31 de marzo de 1520 a una bahía que llaman puerto de San Julián (en la Patagonia argentina), donde se preparó para pasar el invierno. Allí varios capitanes, entre ellos Luis de Mendoza, se amotinaron contra Magallanes, tomando el control de las naos Concepción, San Antonio y Victoria. Los amotinados enviaron un bote a la Trinidad con un mensaje para Magallanes pidiendo negociar. Magallanes retuvo esta embarcación y envió a Gonzalo Gómez de Espinosa, su alguacil, al mando de cinco o seis hombres armados secretamente, a la Victoria con una carta para Luis de Mendoza. Mientras Mendoza lee el mensaje de Magallanes, Espinosa y otro de sus hombres lo matan por sorpresa. Mientras tanto otro bote, también enviado por Magallanes, con Duarte Barbosa y quince hombres armados aborda la Victoria tomando el control de la nao sin resistencia. Magallanes reúne la Santiago, la Victoria y la Trinidad en la salida del puerto de San Julián, bloqueando la huida de las dos naos rebeldes, que tienen que rendirse.
Magallanes nombra capitán de la Victoria a Duarte Barbosa. La Santiago naufragó en la costa de la Patagonia oriental, poco antes de llegar al estrecho de Magallanes y sin perderse la gente. Estando ya las naos dentro del estrecho, la San Antonio perdió de vista a las otras naos, decidiendo volver por sus propios medios a España.
Las tres naves restantes de la escuadra, con escasez de provisiones, atraviesan el Pacífico rumbo oeste hasta llegar, el 6 de marzo de 1521, a las islas que llamaron «de los ladrones» (las Marianas). Allí se reaprovisionaron y prosiguieron su viaje hacia el oeste, avistando el archipiélago que llamaron «de San Lázaro» (las Filipinas) el 16 de marzo.
En las Filipinas Magallanes muere luchando en la isla de Mactán. Duarte Barbosa es elegido como capitán general, pero es traicionado por los cebuanos, y asesinado por sorpresa junto a otros miembros de la expedición en un banquete ofrecido por el gobernante de Cebú.
La Concepción fue incendiada en Bohol por sus tripulantes, ya que no tenían suficientes hombres para manejar tres naves, así que la tripulación de la Concepción se repartió entre las naos Trinidad y Victoria. Juan Sebastián Elcano, que había zarpado como maestre de la nao Concepción, fue elegido capitán de la nao Victoria, continuando el viaje hasta llegar a las islas Molucas.

### Regreso a España desde las Molucas

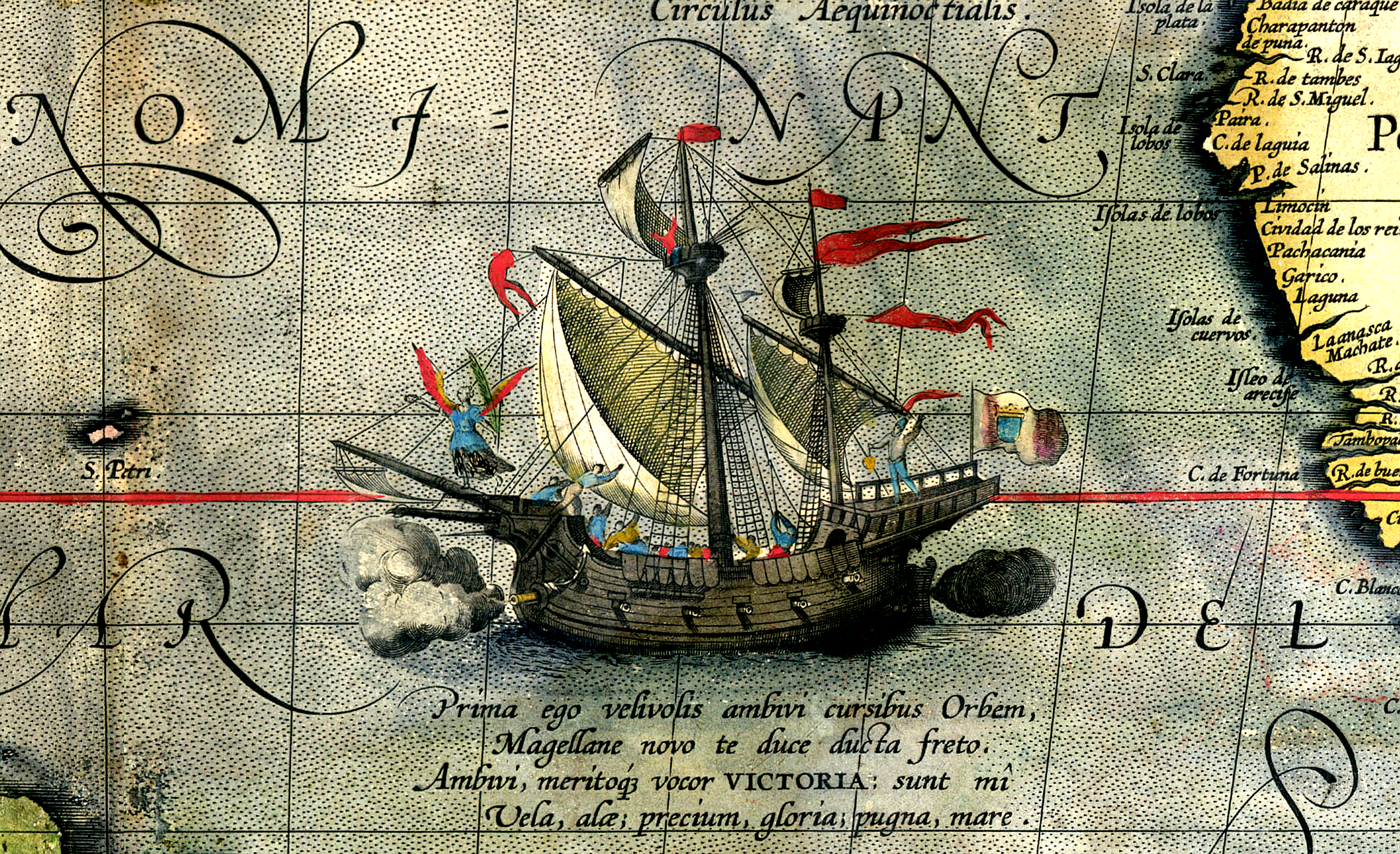
La nao Victoria. Detalle en un mapa de Abraham Ortelius (1590).

Primer viaje de circunnavegación mundial (Sanlúcar de Barrameda, 20 de septiembre de 1519 - 6 de septiembre de 1522).

Desde Tidore se observó que la Trinidad hacía mucha agua y acordaron seguir dos derroteros distintos. Con la nao Victoria saldrían entre 59 - 70 tripulantes, que regresarían navegando hacia el cabo de Buena Esperanza. La Trinidad quedó a reparar la carena en Molucas, con el derrotero decidido para regresarse hasta tierra-firme (Reino de Tierra Firme). Reparada y al poco de salir, un temporal echó a perder el mástil mayor y los castillos de popa y proa. Después fue capturada por portugueses y esta nao ya no regresó a España, aunque sí cuatro de sus tripulantes.
El 6 de septiembre de 1522, la Victoria recaló en Sanlúcar de Barrameda (Cádiz), con solo dieciocho supervivientes a bordo, terminando el viaje en Sevilla, puerto desde donde se fraguó y comenzó la expedición, convirtiéndose en el primer barco en circunnavegar la Tierra y recibiendo Elcano el título de «primus circumdedisti me». Elcano, deseoso de llegar a Sevilla, apenas se detuvo en Sanlúcar de Barrameda. El mismo día de la llegada, 6 de septiembre, tomó a su servicio un barco para remolcar la Victoria por el Guadalquivir hasta Sevilla, por el mal estado en que se encontraba la nave. Los oficiales de la Casa de la Contratación de Indias de Sevilla prepararon una lancha con doce remos, cargada de provisiones frescas. Dos días después atracaba en Sevilla la Victoria. En el muelle esperaban las autoridades de la ciudad y los miembros de la Casa de la Contratación en pleno, junto a un numeroso público que contemplaba la llegada de la desvencijada nave.

Finalmente, el día 6 de septiembre entran en Sanlúcar de Barrameda, de donde habían salido, después de una ausencia de tres años menos 14 días.
Leticia García Gamonal. Documentos relativos a Juan Sebastián del Cano, p. 6.

Antonio Pigafetta narra la llegada a Sevilla del siguiente modo:

El lunes 8 de septiembre echamos anclas junto al muelle de Sevilla y disparamos toda la artillería. El martes saltamos todos a tierra, en camisa y descalzos, con un cirio en la mano, y fuimos a la iglesia de Nuestra Señora de la Victoria y a la de Santa María de la Antigua, como lo habíamos prometido en momentos de angustia.
Antonio Pigafetta. Primer viaje en torno del globo. Noticias del Nuevo Mundo.

En Sevilla se produjo la descarga de las especias que traía consigo la nao Victoria, que cubrió con creces los gastos de toda la expedición (cinco naves en total).

La Casa de la Contratación envió quince hombres para conducir la nao hasta Sevilla; remontando el Guadalquivir, alcanzan la ciudad el lunes 8 de septiembre.
Leticia García Gamonal. Documentos relativos a Juan Sebastián del Cano, p. 6.

Y entra en las atarazanas.

Pues por donde la nao que se llama Victoria, que está en las atarazanas de Sevilla, o a lo menos estuvo, como cosa de admiración anduvo aquel camino tan largo de quatorce mil leguas, con que dicen que dio una vuelta redonda a todo el mundo.
Antonio de Torquemada (1575). Jardín de flores curiosas, p. 428.

Posteriormente, la nave desapareció en alta mar en un viaje de regreso a España desde Santo Domingo.

## Tripulación que regresó a España en laVictoria

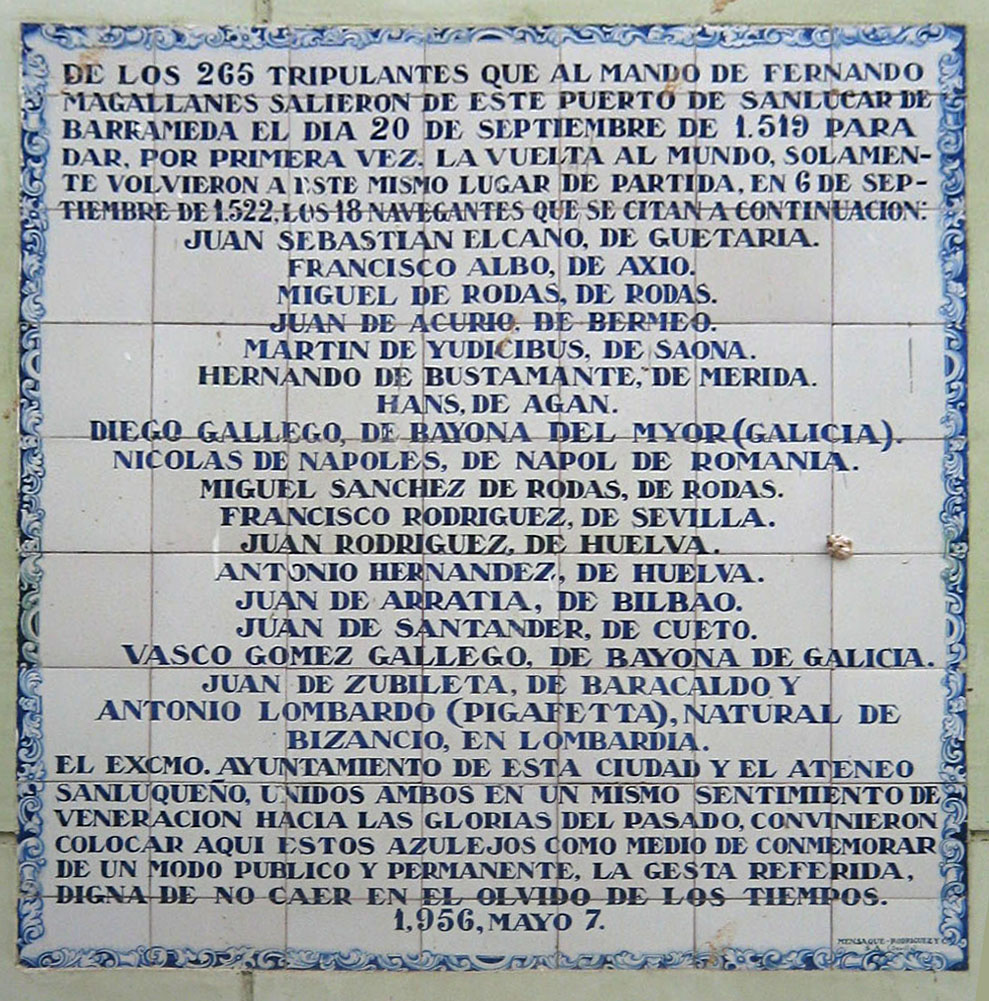
Azulejos conmemorativos en la fachada de la biblioteca municipal de Sanlúcar de Barrameda (antiguo ayuntamiento de la ciudad) con el nombre de los dieciocho tripulantes de la Victoria a su arribo el 6 de septiembre de 1522.

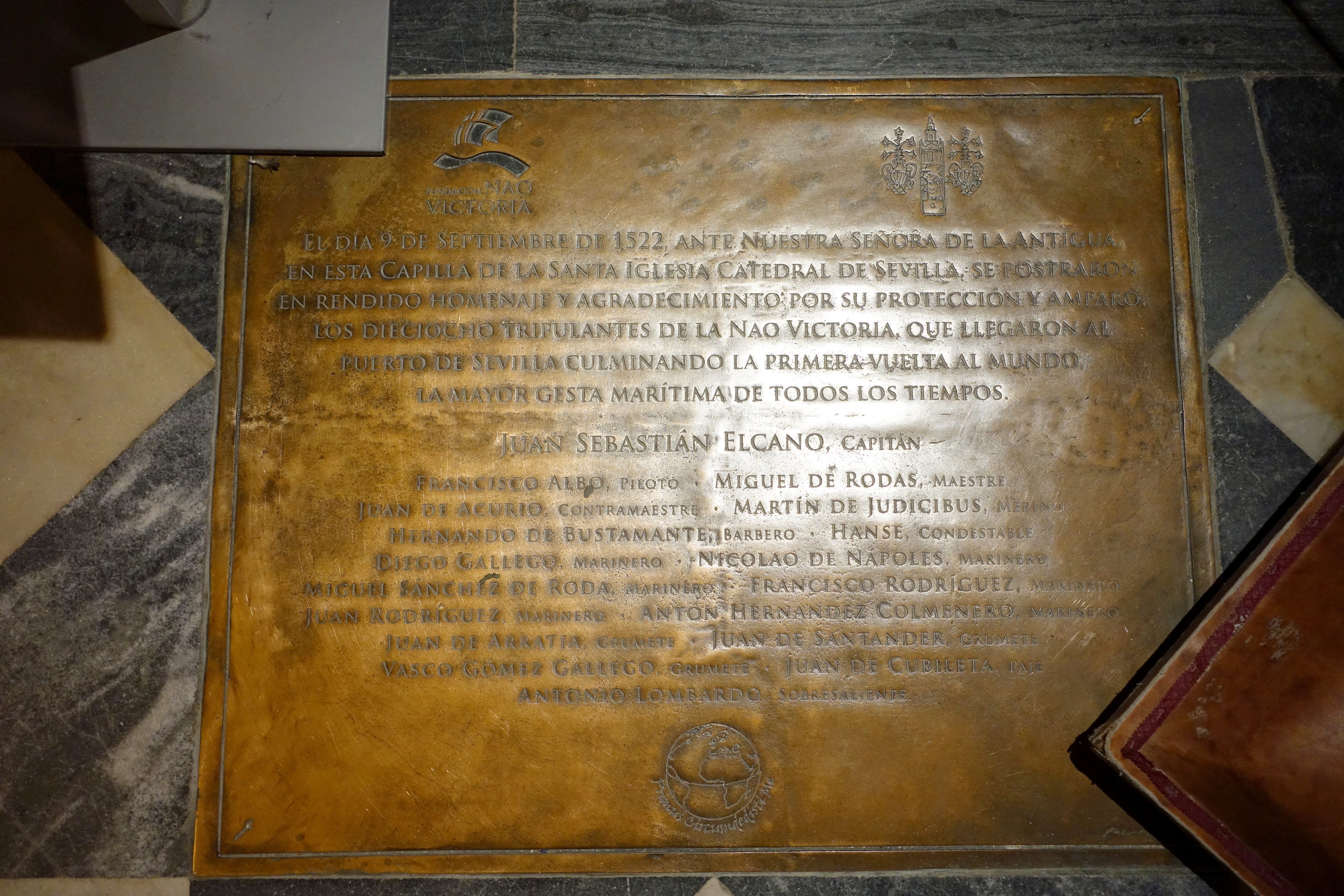
Placa conmemorativa de bronce colocada en 2011 en la Capilla de la Virgen de la Antigua (Catedral de Sevilla).

Los dieciocho hombres que regresaron a Sevilla en la Victoria el 6 de septiembre de 1522:
| Nombre                                          | Puesto             |
| ----------------------------------------------- | ------------------ |
| Juan Sebastián Elcano, de Guetaria              | Capitán            |
| Francisco Albo, de Axio (Grecia)                | Piloto             |
| Miguel de Rodas, de Rodas (Grecia)              | Piloto             |
| Juan de Acurio, de Bermeo                       | Piloto             |
| Antonio Lombardo Pigafetta, de Vicenza (Italia) | Sobresaliente      |
| Martín de Yudícibus, de Savona (Italia)         | Marino             |
| Hernando de Bustamante, de Mérida               | Marinero y barbero |
| Nicolás el Griego, de Nauplia (Grecia)          | Marinero           |
| Miguel Sánchez de Rodas, de Rodas (Grecia)      | Marinero           |
| Antonio Hernández Colmenero, de Ayamonte        | Marinero           |
| Francisco Rodríguez, de Portugal                | Marinero           |
| Juan Rodríguez, de Huelva                       | Marinero           |
| Diego Carmena Gallego, de Bayona                | Marinero           |
| Hans, de Aquisgrán (Alemania)                   | Artillero          |
| Juan de Arratia, de Bilbao                      | Grumete            |
| Vasco Gómez Gallego el Portugués, de Bayona     | Grumete            |
| Juan de Santander, de Cueto                     | Grumete            |
| Juan de Zubileta, de Baracaldo                  | Paje               |

## Réplicas

### Réplicas en España

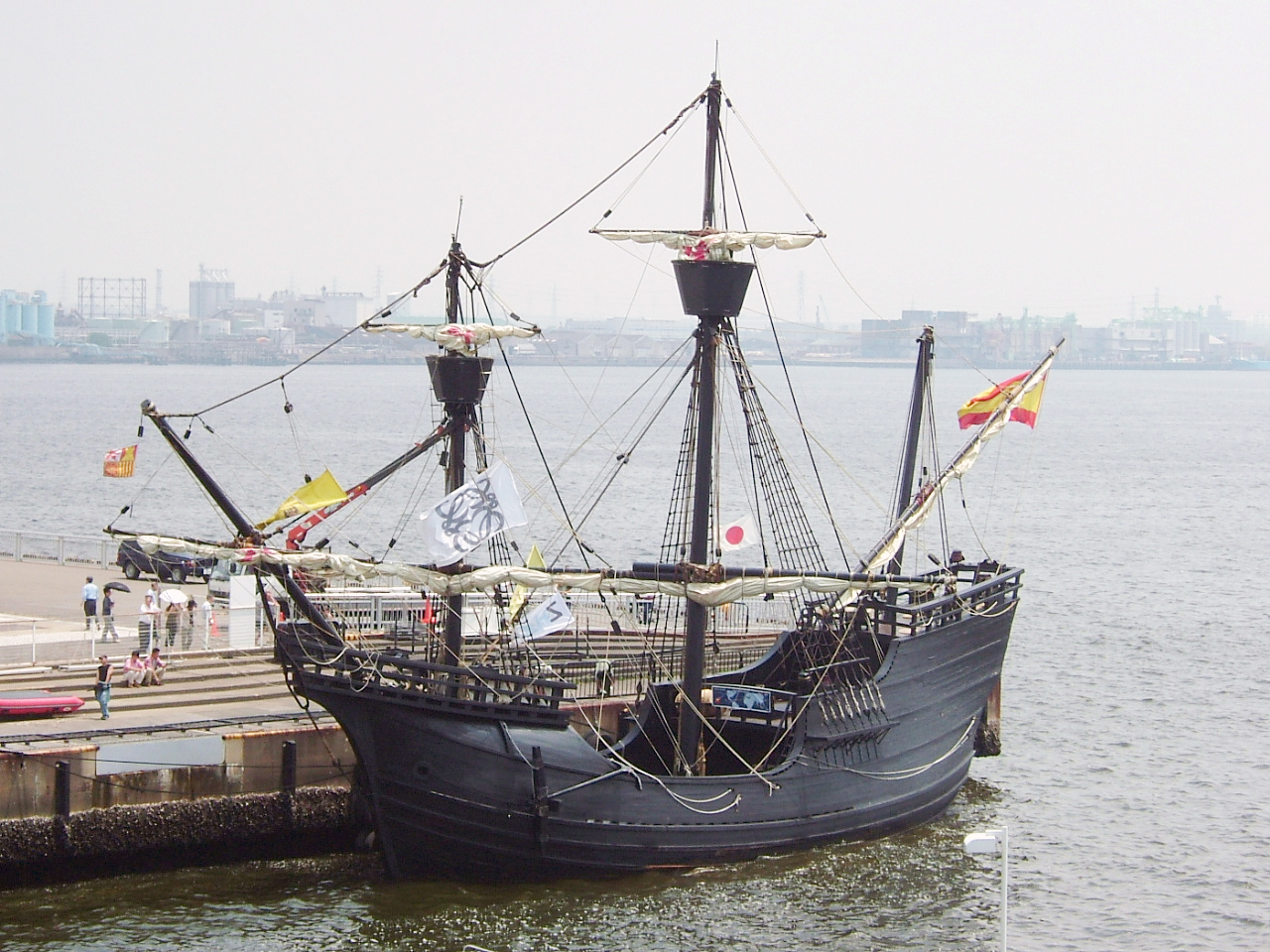
Réplica de la Victoria, construida para la Expo 92 de Sevilla, en la Expo 2005 de Nagoya (Japón).

#### Primera réplica de la Fundación Nao Victoria
Con motivo de la Expo 92 de Sevilla, se construyó una réplica en Isla Cristina (Huelva). Debido a necesidades del protocolo, no se tuvo en cuenta el nivel de la marea en el momento de la botadura, cuando apenas había 80 cm de agua. Esta salvedad trajo como consecuencia, desoyendo las advertencias de los expertos locales a la autoridad competente, que la nao volcara durante la ceremonia el 22 de noviembre de 1991, teniendo que salir a nado del navío la actriz que daba vida a Curro.
Tras las pertinentes reparaciones, junto a las réplicas de las dos carabelas y la nao Santa María de Colón, permaneció atracada en el puerto de Triana durante la citada exposición. Tras la misma, las carabelas fueron destinadas al Muelle de las Carabelas en Palos de la Frontera, mientras que la Victoria, permaneció en tierra frente al Pabellón de la Navegación. En 2004 se rehabilitó la nave para volver a dar la vuelta al mundo pasando por Nagoya (Japón) con motivo de la Expo Aichi 2005. La nao Victoria regresó a Sevilla el 4 de mayo de 2006, terminando su viaje con éxito.
En 2006 se creó la Fundación Nao Victoria con este barco en su haber.
El 12 de julio de 2009 partió desde Puerto Sherry (El Puerto de Santa María) con destino a Guetaria, pueblo natal de Juan Sebastián Elcano, en el contexto de la II Ruta Mareas de los Descubrimientos, para participar en los actos que allí se celebran cada cuatro años, entre otros una recreación del desembarco que hizo este marino en Sanlúcar de Barrameda, cuando llegó a las costas gaditanas tras la primera vuelta al mundo de la historia. Tras esto, hizo acto de presencia en diversos puertos del norte de España, como Santurce, Bilbao y La Coruña. Posteriormente entró en el dique seco de El Rodeo en Algeciras para reparaciones y mantenimiento.
En 2011, mientras se encontraba en la bahía de Cádiz participando en una campaña para concienciar a la ciudadanía de la importancia de cuidar el litoral andaluz, salió al encuentro del galeón Andalucía, propiedad también de la Fundación Nao Vitoria, navegando ambas embarcaciones juntas por la bahía de Cádiz.
En junio de 2012 visitó la ciudad de Ceuta. En agosto, junto al galeón Andalucía, visitó por primera vez y durante el mes de agosto el puerto de Barcelona.
Entre el 19 y el 22 de septiembre de 2019 permaneció en el puerto de Bonanza en Sanlúcar de Barrameda para conmemorar los 500 años de la partida desde dicho puerto de la expedición que completó la primera circunnavegación.

#### Segunda réplica de la Fundación Nao Victoria

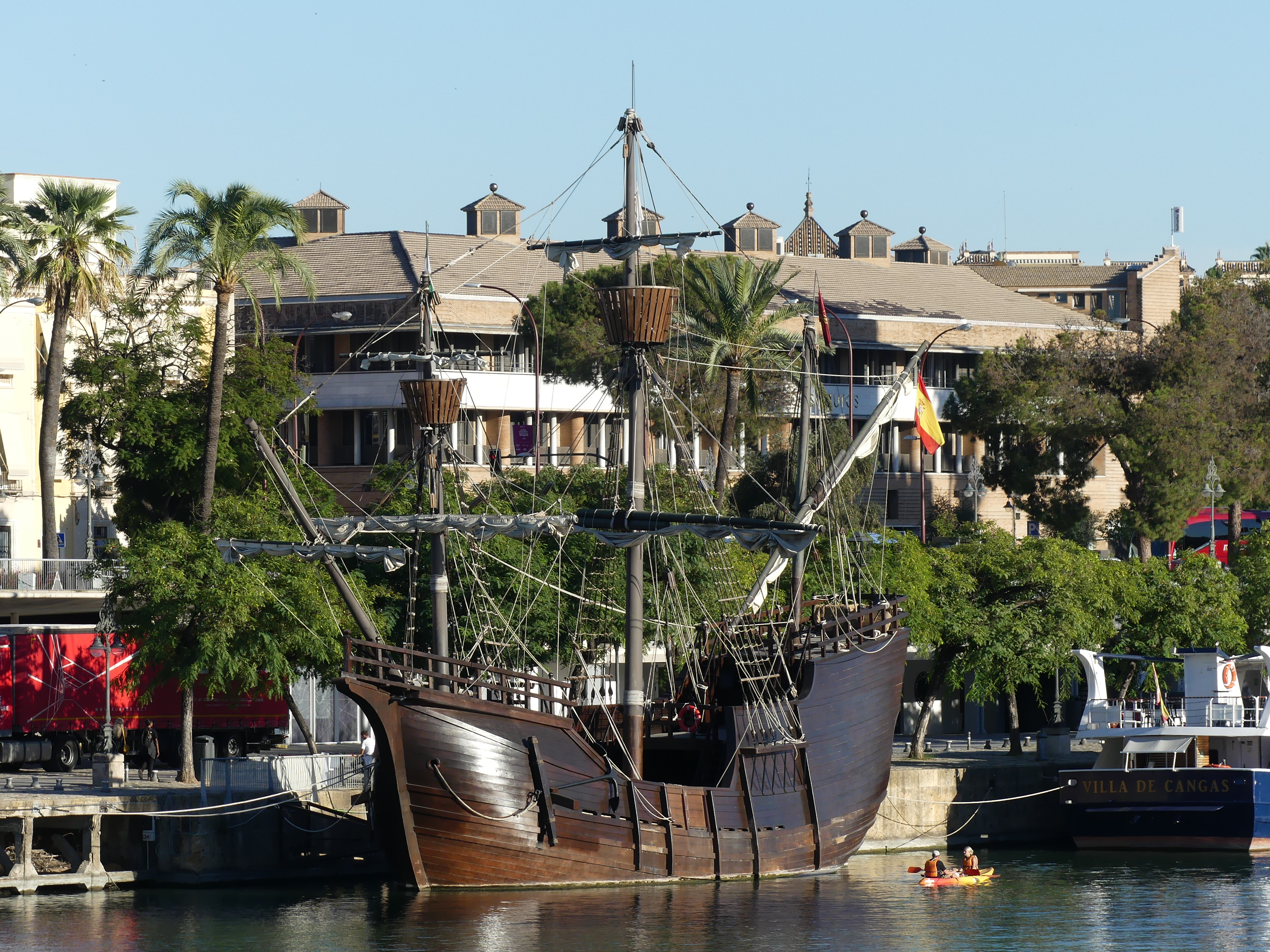
Segunda de las réplicas de la Nao Victoria, propiedad de la fundación del mismo nombre

Para conmemorar el quinto centenario de la primera circunnavegación, la Fundación Nao Victoria encargó una segunda réplica de la nao a los astilleros de Palmás de Punta Umbría que fue botada el 11 de febrero de 2020 con destino a convertirse en exposición permanente junto a la Torre del Oro. La réplica arribó a Sevilla el 9 de marzo de 2020.
Las dos réplicas de la Nao propiedad de la fundación del mismo nombre, coincidieron en Sevilla junto al Galeón Andalucía desde el 19 de enero hasta el 28 de febrero de 2021

### Réplica en Argentina

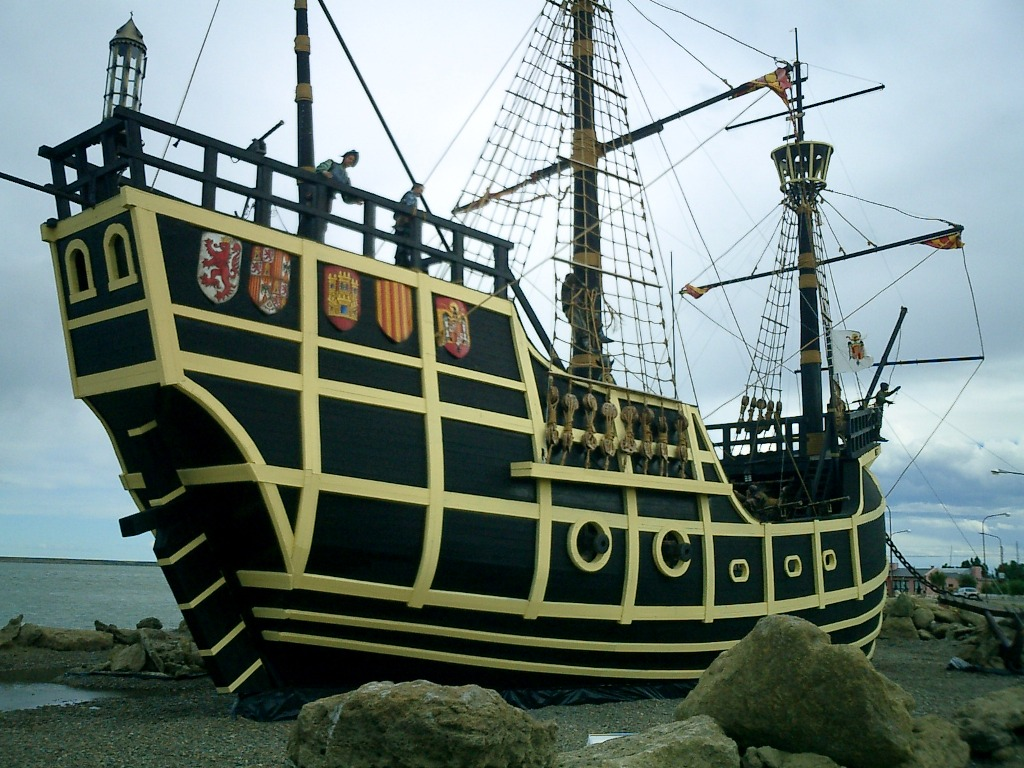
Réplica de la nao Victoria, ubicada en la Costanera de Puerto San Julián (Argentina).

En la ciudad de Puerto San Julián (Santa Cruz), a orillas de la bahía que Magallanes denominó con ese mismo nombre, se emplaza una réplica a escala real de la nao Victoria. La réplica constituye un museo temático que recrea los aspectos constructivos de la embarcación e incluye reproducciones de objetos de uso diario, instrumentos de navegación y artillería. El museo se erigió en conmemoración de los hechos ocurridos en la bahía de San Julián durante el invierno de 1520 (la sublevación de los capitanes españoles, el ajusticiamiento de Quesada por decapitación, el destierro de Cartagena y Sánchez de la Reina, los primeros y conflictivos contactos con los indios supuestamente «gigantes» que Magallanes denominó «patagones» y el consecuente bautizo de toda la región como Patagonia, etc.).

### Réplica en Chile

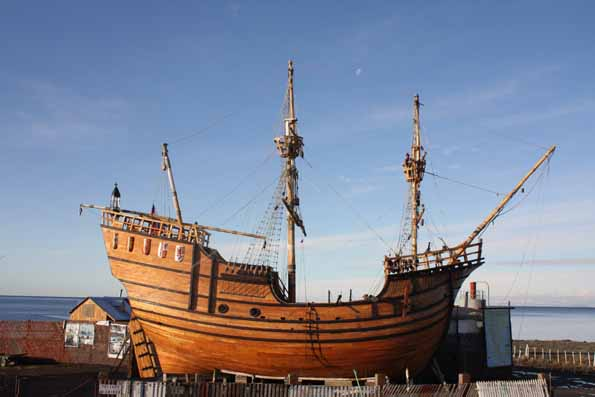
Réplica de la nao Victoria en el Museo Nao Victoria de Punta Arenas (Chile).

En 2006, con la intención de rendir homenaje a los primeros europeos en poner pie en el actual territorio de Chile, un empresario puntarenense decidió invertir en la construcción de una réplica del primer barco en circunnavegar el globo para celebrar el bicentenario del país. La búsqueda de los planos originales de la nao Victoria tomó más tiempo de lo esperado, casi tres años, mientras que la construcción de la nave duró dos años, de 2009 a 2011, por lo que no fue posible llegar a completar el trabajo para celebrar el bicentenario del país sudamericano en 2010. Sin embargo, este arduo trabajo ganó el mérito de que el empresario recibiera la Medalla del Bicentenario de Chile de manos del Presidente de Chile. La réplica de la nao Victoria se abrió como museo al público en octubre de 2011.